# Ball de Cercolets de Sitges

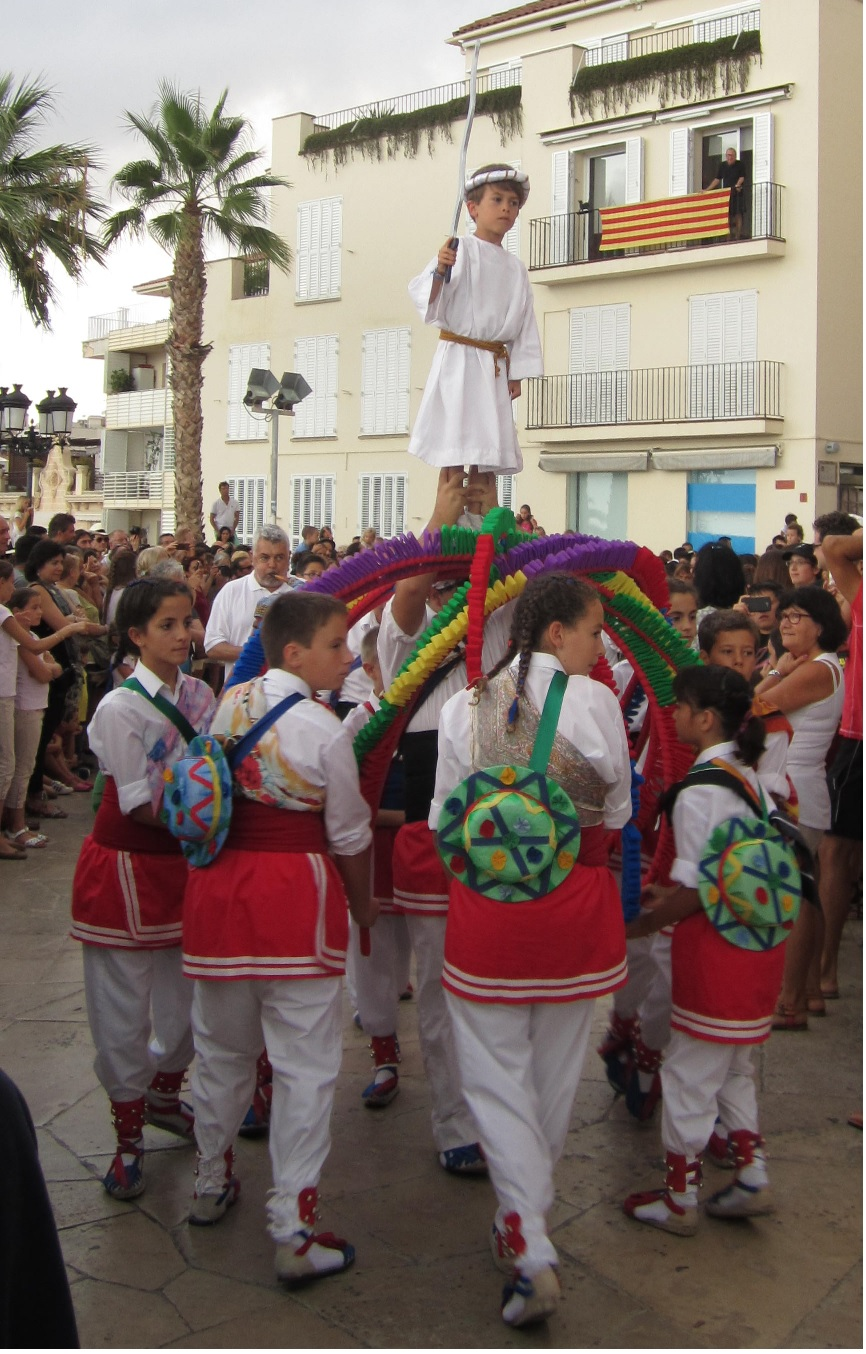
Ball de Cercolets de Sitges en la festa major de 2014

El Ball de Cercolets de Sitges és una dansa que forma part dels elements del Seguici de la Festa Major de Sitges que es realitza per Sant Bartomeu apòstol (24 d'agost) i per Santa Tecla (23 de setembre).

## Història
Els folkloristes vinculen aquest ball amb antics rituals agraris. Hi ha qui ho vincula amb la verema o veu el seu origen en les festes paganes de la recol·lecció dels fruits, que es dedicaven a la deessa romana Flora.
El Ball de Cercolets és un dels balls sitgetans més antics juntament amb el ball de la Moixiganga: està documentat des de la festivitat del Vinyet de 1853, però és segur que la seva existència es remunti a molts anys abans. És a partir de l'any 1883 que el ball actua de forma interrompuda a la Festa Major de Sitges (només va deixar de sortir els pocs cops que van impedir la celebració de la Festa Major). Actualment, la colla forma part de l'Agrupació de Balls Populars de Sitges, la qual es va incorporar a l'entitat l'any 1978.

### Fets importants[2]
1853: Per primera vegada les festes de la població tenen denominació de Festa Major i s'hi tiren focs artificials. En aquell any hi varen participar per primer cop documentat el Ball de Cercolets de Sitges juntament amb «El Ball de Sant Bartomeu», diables, bastons, gitanes, i la moixiganga.
1978: Incorporació del Ball de Cercolets de Sitges a l'Agrupació de Balls Popular de Sitges.

## Versos
El Ball de Cercolets a Sitges és un ball parlat. A Sitges es té coneixement de l'existència de tres versions de versos: la que es recita actualment fou aplegada pel Majoral Casildo Vivó i publicada als Quaderns de l'Escola de Grallers. En algunes altres poblacions la part dels versos es va perdre, com a Vilafranca del Penedès. En canvi, en altres poblacions com Igualada, Sant Pere de Ribes o Vilanova i la Geltrú s'ha conservat la part dels versos o s'han manllevat d'altres poblacions, com és el cas dels versos de Vilanova i la Geltrú, extrets del Ball de Cercolets de Sitges. En aquestes poblacions, els versos només es reciten a l'exhibició, a excepció del vers de l'àngel, que es recita sempre que puja a dalt de la bota. Vers de l'angelet:
| « | Cristians obedients, jo us dic amb reverència, per complir la penitència, perquè tots sigueu atents, aquests són els meus intents: per major glòria de Déu farem el ball en favor seu, amb contento i alegria farem feliç la vida. Gloriós Sant Bartomeu que de Sitges n'ets patró, Visca la Festa Major! | » |

## Coreografia i música
El ball està dividit en dues parts: la passada i els exercicis, els quals comprenen la barreja, el pont, la bota i la bota al revés. En les botes s'enfila l'Àngel per recitar el seu vers. La música del Ball de Cercolets de Sitges s'interpreta amb flabiol i sac de gemecs i fa més d'un segle que es manté sense alterar.

## Components i vestimenta
Aquest ball sitgetà està integrat per diversos infants d'entre set i dotze anys, un angelet d'entre tres i set anys i el Majoral. Els infants que porten els cèrcols van vestits amb camisa i pantalons blancs, un mocador que passa per l'espatlla esquerra, un barret de colors, un escut cosit a la camisa, una faldilleta, una faixa blava o vermella, camalls amb picarols i unes espardenyes de color blau i vermell. Els balladors porten a les mans uns cèrcols fets de tubs cilíndrics folrat i enflocat amb tarlatana i vetes de color vermell, verd, lila, groc i blau. Antigament, es construïen amb els abraçadors de fusta dels barrils, les bótes i els cascs d'arengades.
L'Àngel porta una espasa flamejant i va amb un vestit blanc, espardenyes blanques, un cordill fent de cinturó i una corona. El personatge que encarna el mal temptador és representat pel Majoral, un home adult que du, durant el recitat dels versos, una forca, com a símbol del seu càrrec, i que és a la vegada el cap de colla del ball. El Majoral porta la mateixa vestimenta dels infants, menys el barret i els camals, i, en comptes de faixa blava o vermella, porta faixa negra.